# Пендатур
Пендатур е бивше село в Егейска Македония, Гърция, на територията на дем Костур, област Западна Македония.

## География
Селото е било разположено между селата Четирок и Сливени.

## История
Селото се споменава в османски дефтер от 1530 година под името Пендатрол с 34 християнски ханета, 2 ергени и 3 вдовици.
Селото се смята, че е изоставено в размирното време в XVIII век при конфликта на Али паша Янински и други албански феодали с централната власт. Жителите на селото се изселват в Четирок, Косинец и други околни села.